# Salon Dzieł Sztuki Connaisseur
Salon Dzieł Sztuki Connaisseur – galeria sztuki z siedzibą przy krakowskim Rynku Głównym specjalizująca się w sprzedaży polskiej sztuki przedwojennej.

## Historia
Salon Dzieł Sztuki Connaisseur został założony w kwietniu 1991 roku przez Konstantego Węgrzyna. Pierwszą siedzibą Salonu był lokal na pierwszym piętrze Domu Weneckiego przy Rynku Głównym 11 z widokiem na płytę Rynku i kościół św. Wojciecha. W 1999 roku uruchomiona została strona internetowa Salonu, co było wówczas sporą innowacją w branży. W 2009 roku nowym właścicielem Salonu Connaisseur został Maciej Jakubowski, ekonomista i antykwariusz w drugim pokoleniu. Siedziba galerii została przeniesiona do oficyny, gdzie działała przez kolejne 7 lat. W 2016 roku odbyła się przeprowadzka do frontowego lokalu w Kamienicy Montelupich przy Rynku Głównym 7 w Krakowie (na pierwszym piętrze).

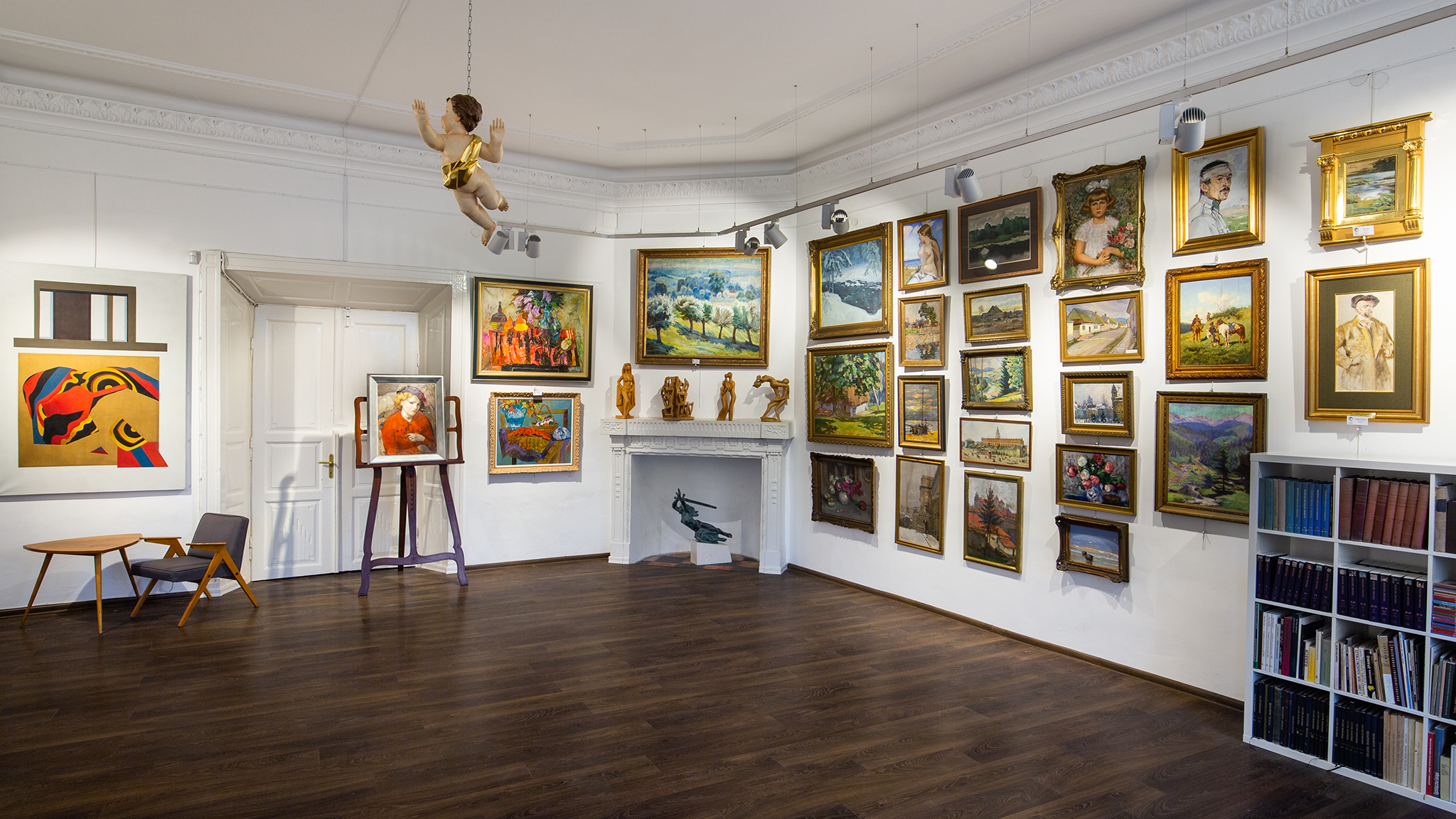
Wnętrze Salonu Dzieł Sztuki Connaisseur w Krakowie

## Działalność
Salon Dzieł Sztuki Connaisseur od początku był nastawiony na handel sztuką dawną. W pierwszych latach działalności specjalizacją galerii były XIX-wieczne meble i rzemiosło artystyczne, z czasem jednak trzonem oferty galeryjnej stało się polskie malarstwo – dzieła klasyków Młodej Polski, przedstawicieli krakowskiej szkoły pejzażowej, z nowszej sztuki – prace członków Grupy Krakowskiej. Salon specjalizuje się także w malarstwie familii Kossaków oraz twórczości najsłynniejszego polskiego malarza nieprofesjonalnego – Nikifora.
Salon Connaisseur to jeden z największych, profesjonalnych sprzedawców dzieł sztuki w serwisie Allegro (2016). Od 2018 roku wspiera działania Strefy Kolekcjonera Allegro i bierze udział we wszystkich cyklicznych aukcjach dzieł sztuki Strefy organizowanych on-line. Oferta Connaisseura to głównie sprzedaż galeryjna i aukcje na Allegro, natomiast od 2020 roku dwa razy do roku organizowane są także aukcje dzieł sztuki (na wiosnę i jesień).
Poza działalnością handlową Salon bierze udział także w akcjach edukacyjnych. Pracownicy Connaisseura wykładają na podyplomowych studiach „Rynek Sztuki i antyków” prowadzonych przez Akademię Krakowską im. Andrzeja Frycza Modrzewskiego i Stowarzyszenie Antykwariuszy i Marszandów Polskich. Salon prowadzi także od 2018 roku profesjonalny portal dla kolekcjonerów i miłośników sztuki SztukiPiękne.pl, na którym dzieli się wiedzą i informacjami z rynku sztuki oraz prezentuje artykuły o polskiej sztuce XIX i XX wieku pisane przez pracowników Salonu, ale także niezależnych autorów i specjalistów m.in. Marka Sołtysika, Leszka Lubickiego, Bogdana Karskiego.
Z inicjatywy Salonu Dzieł Sztuki Connaisseur powstały dwa serwisy internetowe – WycenaObrazow.pl, pozwalająca na wycenę dzieł sztuki na odległość oraz sklep internetowy SztukaNaPrezent.pl, w którego ofercie znajdują się małe dzieła sztuki idealne na prezent.
Staraniami Salonu Connaisseur wydana została ostatnia książka Andrzej Banacha pt. „Spotkania”. Publikacja ukazała się w 2016 roku nakładem Małego Wydawnictwa w Krakowie.

## Wystawy
W ciągu ponad 30 lat działalności Salon Dzieł Sztuki Connaisseur zorganizował i współorganizował ponad 40 wystaw polskich artystów. Były to m.in. wystawa odkrytych w krakowskim dworku 8 prac Zygmunta Waliszewskiego (1993), wystawa obrazów Jacka Malczewskiego (1997), wspólnie z domem aukcyjnym Rempex wystawa i aukcja prac Romana Kochanowskiego (2001), razem z Galerią Nautilus wystawa dzieł Leopolda Lewickiego (2001), wystawa rysunków Wlastimila Hofmana (2002), wystawa prac Zbigniewa Gostwickiego (2006). Wystawienniczą działalność Salon Connaisseur kontynuował także z nowym właścicielem Maciejem Jakubowskim, zorganizowano m.in. wystawę prac Wojciecha Weissa (2009), dzieł Weissa i Aneri (2010), Nikifora (2012), Mai Berezowskiej (2014), Romana Siwulaka wraz z krakowską Galerią Raven (2016, 2019), wystawę prac na papierze Zbigniewa Pronaszki (2017), wystawę rzeźb Stanisława Popławskiego zorganizowaną w Muzeum Śląskim w Katowicach (2017), malarstwa Mikołaja Kochanowskiego (2017), grafik i fotografii Zdzisława Beksińskiego (2017, 2021), rysunków Tadeusza Kantora (2018), w ramach festiwalu KRAKERS wystawę dzieł Jana Szancebacha (2019), wystawę rzeźb Henryka Burzeca razem z Zakopiańskim Centrum Kultury (2019), dzieł Andrzeja Szewczyka (2020), największą komercyjną wystawę grafik Jana Piotra Norblina (2020), wystawę współczesnego artysty Sławomira Chrystowa (2021), pokaz rysunków Jana Gąsienicy-Szostaka (2022).